# Fakulteta za humanistične študije Karlove univerze
Fakulteta za humanistične študije Karlove univerze je fakulteta Karlove univerze v Pragi na Češkem. Njen glavni poudarek je humanistika ter socialna in kulturna antropologija, vključno z etnomuzikologijo. Nahaja se v Libňu, v 8. praškem okrožju. Fakulteta ima 240 članov fakultete in približno 2500 študentov.

## Zgodovina
Fakulteta za humanistične študije je najmlajša fakulteta Karlove univerze. Leta 1994 ustanovljena kot Inštitut za svobodno izobraževanje (češko Institutu základů vzdělanosti) je fakulteta leta 2000 pridobila popolno akademsko avtonomijo.
Prvi dekan fakultete je bil nekdanji minister za šolstvo, mladino in šport Jan Sokol. Sokol je kandidiral za predsednika Češke republike na volitvah leta 2003, a izgubil proti Václavu Klausu. Leta 2007 ga je zamenjal Ladislav Benyovszky. Trenutna vršilka dolžnosti dekanje je Marie Pětová.
Leta 2013 je češki predsednik Miloš Zeman zavrnil odobritev profesure antropologa Martina C. Putne na fakulteti zaradi Putnove udeležbe na praškem Gay Pride dogodku leta 2011. Po številnih protestih akademskih in širših krogov se je Zeman vdal. Putna je junija 2013 imenoval minister za izobraževanje Petr Fiala.